# 119e méridien ouest
En géographie, le 119e méridien ouest est le méridien joignant les points de la surface de la Terre dont la longitude est égale à 119° ouest.

## Géographie

### Dimensions
Comme tous les autres méridiens, la longueur du 119e méridien correspond à une demi-circonférence terrestre, soit 20 003,932 km. Au niveau de l'équateur, il est distant du méridien de Greenwich de 13 247 km,.
Avec le 61e méridien est, il forme un grand cercle passant par les pôles géographiques terrestres.

### Régions traversées
En commençant par le pôle Nord et descendant vers le sud au pôle Sud, Le 119e méridien ouest passe par:
| Coordonnées           | Pays, territoire ou mer     | Notes |
| --------------------- | --------------------------- | --- |
| 90° 00′ N, 119° 00′ O | Océan Arctique              | |
| 77° 19′ N, 119° 00′ O | Canada                      | Territoires du Nord-Ouest — Île du Prince-Patrick |
| 76° 08′ N, 119° 00′ O | Canal de Crozier (en)       | |
| 75° 46′ N, 119° 00′ O | Canada                      | Territoires du Nord-Ouest — Île Eglinton |
| 75° 34′ N, 119° 00′ O | Détroit de McClure          | |
| 74° 00′ N, 119° 00′ O | Canada                      | Territoires du Nord-Ouest — Île Banks |
| 72° 40′ N, 119° 00′ O | Détroit du Prince-de-Galles | |
| 71° 56′ N, 119° 00′ O | Canada                      | Territoires du Nord-Ouest — Île Victoria |
| 71° 37′ N, 119° 00′ O | Golfe d'Amundsen            | |
| 69° 16′ N, 119° 00′ O | Canada                      | Nunavut Territoires du Nord-Ouest — à partir de 67° 29′ N, 119° 00′ O, passe par le Grand lac de l'Ours Alberta — à partir de 60° 00′ N, 119° 00′ O, passe 2.5 km à l'ouest de Grande Prairie Colombie-Britannique — sur environ 2 km, à partir de 53° 14′ N, 119° 00′ O Alberta — sur environ 2 km, à partir de 53° 12′ N, 119° 00′ O Colombie-Britannique — à partir de 53° 11′ N, 119° 00′ O |
| 49° 00′ N, 119° 00′ O | États-Unis                  | Washington, passe juste à l'ouest du Barrage de Grand Coulee et juste à l'est de Pasco Oregon — à partir de 45° 59′ N, 119° 00′ O Nevada — à partir de 42° 00′ N, 119° 00′ O Californie — à partir de 38° 18′ N, 119° 00′ O, passe par Mammoth Lakes, Porterville, Bakersfield, et Camarillo |
| 34° 04′ N, 119° 00′ O | Océan Pacifique             | Passe juste à l'est de Île Santa Barbara, Californie, États-Unis (à 33° 28′ N, 119° 02′ O) |
| 60° 00′ S, 119° 00′ O | Océan Austral               | |
| 73° 43′ S, 119° 00′ O | Antarctique                 | Liste des territoires non revendiqués |